# Pang (альбом)
| Совокупная оценка    | Совокупная оценка |
| Источник             | Оценка            |
| -------------------- | ----------------- |
| Album of the Year    | 82/100            |
| AnyDecentMusic?      | 7.9/10            |
| Metacritic           | 82/100            |
| Оценки критиков      |                   |
| Источник             | Оценка            |
| AllMusic             | [ 4 ]             |
| Clash                | 9/10              |
| Exclaim!             | 8/10              |
| Financial Times      | [ 7 ]             |
| The Guardian         | [ 8 ]             |
| The Line of Best Fit | 9/10              |
| NME                  | [ 10 ]            |
| The Observer         | [ 11 ]            |
| Pitchfork            | 7.3/10            |
| Q                    | [ 13 ]            |

Pang — третий студийный альбом американской певицы и автора-исполнителя Кэролайн Полачек, вышедший 18 октября 2019 года на лейблах Sony Music и The Orchard, дебютный под её именем. Исполнительным продюсером была она сама и Danny L Harle. Альбом получил одобрение критиков и был включен в несколько списков критиков по итогам года, возглавив список Dazed. В коммерческом плане Pang занял 17-е место в чарте Billboard Heatseekers Albums и 40-е место в чарте Independent Albums, став первым сольным альбомом Полачек в чартах.

## Об альбоме
Фактически это третий студийный альбом певицы, но первый под своим именем, так как предыдущие два диска выходили под её псевдонимами Ramona Lisa и CEP. Также она соосновательница и вокалист синти-поп-группы Chairlift, выступавшей в 2005—2017 годах.
В 2017 году Полачек начала часто сотрудничать с продюсерами PC Music Дэнни Л. Харле и А. Г. Куком после распада её группы Chairlift. Она появилась на сингле Харле «Ashes of Love» ещё в 2016 году, а также начала сотрудничать с ним и Куком в работе с другими артистами, такими как Superfruit и Charli XCX. Полачек начала работать над своим собственным материалом, который изначально должен был стать «более тёплым, пурпурным, фолковым, спокойным альбомом» под названием Calico. Когда двое начали работу над проектом, они «придумали нечто, что затмило Calico и положило начало плодотворному сотрудничеству». Название Pang происходит от «необъяснимых приливов адреналина», которые испытывала Полачек, «которые мешали ей спать и ускоряли метаболизм», которые она называла «пангами». В интервью журналу Dazed Полачек рассказала о том, каково это — работать с разными людьми, отметив, что «работа с разными музыкантами — это всегда опыт обучения, новый навык для инструментов, даже если это больше похоже на осознание того, что не работает». Она уточнила, что чувствует себя более контролирующей вещи, которые она пишет и производит, и что она «…в конечном счете та, кто контролирует, та, кто фильтрует и управляет палитрой в реальном времени. Я не оставляю это на усмотрение кого-то другого. Это на самом деле всё больше и больше освобождает от необходимости просто войти в студию и начать создавать материал». В течение всего 2018 года Полачек делилась несколькими снимками, на которых она запечатлена в студии для записи материала, и в подписях к ним намекала на возможность работы над альбомом.

## Композиция
Pang это альбом в жанрах поп, инди-поп, экспериментальный поп и авант-поп, на который повлияли эмбиент, нью-эйдж, R&B, трап-поп, хип-хоп, трип-хоп, софисти-поп и классическую музыку. Его звучание описывается как «почти симфоническое» и что он «смешивает акустические и синтетические текстуры в сюрреалистическое, но затрагивающее слушателя звучание». Альбом существует в пространстве между угрюмой электроникой и жизнерадостной поп-музыкой. По словам Марка Муди из No Ripcord, «лучше всего слушать его грустным и одиноким в своей спальне, Pang — это идеальный танцевальный альбом для умных и чувствительных мальчиков и девочек после того, как они закончили дневник».
«New Normal» переключается между разными клавишами и имеет «заметное начало в стиле „йихоу“ (yeehaw) со слайд-гитарой и почти танцевальным ритмом под брызжущую перкуссию и вокальные скрепы из хип-хопа». «Ocean of Tears» — это R&B-трек в стиле хип-хоп, на который повлияли Кейт Буш, Имоджен Хип и Энни Леннокс. «Insomnia» — это «экстатическая боль» Бьорк и Уайз Блад. «Caroline Shut Up» написана под влиянием соул-певцов и ду-вопа 1960-х годов и является «в равной степени соблазнительной и обескураживающей». «So Hot You’re Hurting My Feelings» — это «шедевр новой волны», написанный под влиянием поп-музыки 1980-х годов и сравниваемый с творчеством Haim.
Pang — это альбом о расставании, вдохновленный её разводом с мужем Яном Дренненом. Альбом исследует лирические темы «жизни в неожиданных мечтах, ухода от чего-то подло-веселого, слёз на публике и в океанах» и «песни о любви, боли, предшествующей расставанию, и эйфории после». «В песне „I Give Up“ Полачек поддаётся „апатичному виду самопоражения“». «Door» рассказывает о «дезориентирующем и уникально человеческом чувстве слепой погони за желанием, не зная, достигнешь ли ты его когда-нибудь». «Parachute» описывается как «аудио-эквивалент ощущения, что вы находитесь в нескольких секундах от смерти, но не имеете с этим абсолютно никаких проблем».

## Отзывы
Альбом получил положительные отзывы музыкальных критиков и интернет-изданий. Он получил 82 из 100 баллов на основе 14 критических оценок на интернет-агрегаторе Metacritic, что свидетельствует о «всеобщем признании».
В рецензии для AllMusic Мэтт Коллар отметил, что «[Кэролайн] Полачек ещё больше развивает свой подход, создавая коллекцию глубоко эмоциональных песен, которые демонстрируют её нежный вокал и сложные поп-чувства» с «аранжировками, которые находятся на грани между угрюмой электроникой и современной поп-музыкой». Джек Брэй из The Line of Best Fit назвал Pang «замечательным дебютным альбомом, уверенный в его легитимности и гениальности». Ник Лоу из Clash назвал альбом «свежим и неземным» и синтезом предыдущих работ Полачек, сказав, что он сочетает в себе «игривость Chairlift, театральность Ramona Lisa и футуристические проблески CEP». Лоу также высоко оценил её «ошеломляющий» и «небесный» вокал. Кэтрин Сент-Асаф из Pitchfork также высоко оценила её «почти оперные вокализации», «контролируемые вокальные прыжки и точное стаккато». Бен Томас из The Guardian высоко оценил тексты альбома о расставаниях, сказав, что песня «Caroline Shut Up», в частности, «впускает вас прямо внутрь её похотливых неврозов во время вальса»". Реджи МТ из Tiny Mix Tapes назвал альбом «абсолютным триумфом „экспрессионистского сказочного гота“, который напоминает о великих эмоциональных исполнителях в истории поп-музыки и нью-эйдж, от Элизабет Фрейзер до Имоджен Хип, от Энии до Charli».

### Итоговые списки
| Публикация           | Список                              | Ранг | Ссылка |
| -------------------- | ----------------------------------- | ---- | ------ |
| Crack                | The Top 50 Albums of the Year       | 44   | [ 27 ] |
| Dazed                | The 20 Best Albums of 2019          | 1    | [ 28 ] |
| Double J             | The 50 Best Albums of 2019          | 28   | [ 29 ] |
| Exclaim!             | 20 Best Pop and Rock Albums of 2019 | 20   | [ 30 ] |
| The Fader            | The Best Albums of 2019             | N/A  | [ 31 ] |
| Good Morning America | 50 of the Best Albums of 2019       | 11   | [ 32 ] |
| Gorilla vs. Bear     | Albums of 2019                      | 20   | [ 33 ] |
| GQ Magazine          | The Best Albums of 2019             | N/A  | [ 34 ] |
| The Guardian         | The 50 Best Albums of 2019          | 11   | [ 35 ] |
| The Independent      | The 50 Best Albums of 2019          | 35   | [ 36 ] |
| Junkee               | The 15 Best Albums of 2019          | N/A  | [ 37 ] |
| The Line of Best Fit | The Best Albums of 2019             | 35   | [ 38 ] |
| Paper                | Top 20 Albums of 2019               | 3    | [ 39 ] |
| Paste                | The 50 Best Albums of 2019          | 37   | [ 40 ] |
| Paste                | The 15 Best Pop Albums of 2019      | 3    | [ 41 ] |
| PopMatters           | The 70 Best Albums of 2019          | 45   | [ 42 ] |
| Q                    | 50 Albums of the Year 2019          | 21   | [ 43 ] |
| Under the Radar      | Top 100 Albums of 2019              | 78   | [ 44 ] |
| Uproxx               | The 35 Best Pop Albums of 2019      | 19   | [ 45 ] |
| Vice                 | The 100 Best Albums of 2019         | 41   | [ 46 ] |
| Vinyl Me, Please     | The Best Albums of 2019             | N/A  | [ 47 ] |
| The Young Folks      | Top 50 Albums of 2019               | 22   | [ 48 ] |

## Список композиций
| №                   | Название                            | Автор(ы)                                | Продюсер                                  | Длительность |
| ------------------- | ----------------------------------- | --------------------------------------- | ----------------------------------------- | ------------ |
| 1.                  | «The Gate»                          | Caroline Polachek                       | Polachek                                  | 1:42         |
| 2.                  | «Pang»                              | Polachek Daniel Eisner Harle            | Polachek Danny L Harle                    | 3:33         |
| 3.                  | «New Normal»                        | Polachek Harle                          | Polachek Harle                            | 2:34         |
| 4.                  | «Hit Me Where It Hurts»             | Polachek Andrew Wyatt                   | Polachek Wyatt                            | 3:04         |
| 5.                  | «I Give Up»                         | Polachek Daniel Nigro James Stack       | Polachek Nigro Jim-E Stack Dan Carey      | 3:06         |
| 6.                  | «Look at Me Now»                    | Polachek Harle Nigro                    | Polachek Nigro Harle                      | 3:03         |
| 7.                  | «Insomnia»                          | Polachek Harle                          | Polachek Harle                            | 3:14         |
| 8.                  | «Ocean of Tears»                    | Polachek Nathaniel Campany Kyle Shearer | Polachek Harle Valley Girl A. G. Cook [b] | 3:25         |
| 9.                  | «Hey Big Eyes»                      | Polachek                                | Polachek Cook                             | 3:54         |
| 10.                 | «Go as a Dream»                     | Polachek Harle Robin Hannibal           | Polachek Harle Carey                      | 3:27         |
| 11.                 | «Caroline Shut Up»                  | Polachek Harle                          | Polachek Harle                            | 3:32         |
| 12.                 | «So Hot You're Hurting My Feelings» | Polachek Teddy Geiger Nigro             | Polachek Nigro                            | 3:03         |
| 13.                 | «Door»                              | Polachek Nigro Stack Harle              | Polachek Nigro Stack Harle [a]            | 5:22         |
| 14.                 | «Parachute»                         | Polachek Harle                          | Polachek Harle                            | 3:32         |
| Общая длительность: | Общая длительность:                 | Общая длительность:                     | Общая длительность:                       | 46:30        |

Замечания
- ↑  сопродюсер
- ↑  дополнительный продюсер

## Позиции в чартах
| Чарт (2019)                            | Высшая позиция |
| -------------------------------------- | -------------- |
| США (Top Current Albums, Billboard)    | 95             |
| США (Billboard Top Heatseekers Albums) | 17             |
| США (Billboard Independent Albums)     | 40             |